# Didi Blumer
Anna Katharina «Didi» Blumer (* 7. März 1883 in Schwanden, heute Glarus Süd; † 4. September 1973 ebenda) war eine Schweizer Hauswirtschaftslehrerin.

## Leben und Wirken
Didi Blumer wuchs in Schwanden auf, wo ihre Eltern ein Nähmaschinengeschäft führten. Nach der Sekundarschule liess sie sich in Zürich zur Haushaltungslehrerin ausbilden. Anschliessend erteilte sie während mehreren Jahren in Schwanden und am Seminar für Haushaltungslehrerinnen am Zeltweg in Zürich Koch- und Haushaltungsunterricht. Da Lehrmittel weitgehend fehlten, gab Didi Blumer zusammen mit Christine Zulauf ein Kochbüchlein heraus. Die 222 Rezepte für die einfache Küche wurden zum Kochbuchklassiker der Deutschschweiz, der mehrere Auflagen erlebte und über 500'000 mal verkauft wurde.
Bei einer Studienreise nach Dänemark wurde sie mit den Lehren und Konzepten des Pfarrers, Historikers und Volkspädagogen Nikolai Frederick Severin Grundtvig bekannt. 1925 gründete sie mit Fritz Wartenweiler in Neukirch an der Thur eine Haushaltungsschule für junge Frauen, ein Erholungsheim für Mütter sowie ein Kinderheim. Während 30 Jahren leitete Blumer dieses Heim, in welchem nach dem Konzept Grundtvigs der praktische Unterricht im Vordergrund stand, aber auch das Gedankengut von Albert Schweitzer vermittelt wurde.
Ihre wichtigsten Anliegen waren Volksbildung und Volksgesundheit, daneben war Didi Blumer auch eine engagierte Tier- und Naturschützerin und war Mitglied im Verein der abstinenten Lehrer und Lehrerinnen. 1967 wurde sie von der Gemeinde Neukirch zur Ehrenbürgerin ernannt. 1973 starb Didi Blumer, 90-jährig, in ihrem Heimatort Schwanden.
Didi Blumer war die Schwester des Glarner Unternehmers Samuel Blumer.